# Fusulinellinae
Fusulinellinae es una subfamilia de foraminíferos bentónicos de la familia Fusulinidae, de la superfamilia Fusulinoidea, del suborden Fusulinina y del orden Fusulinida. Su rango cronoestratigráfico abarca desde el Moscoviense (Carbonífero inferior) hasta el Murgabiense (Pérmico superior).

## Discusión
Clasificaciones más recientes incluyen Fusulinellinae en la subclase Fusulinana de la clase Fusulinata. Algunas clasificaciones también la incluyen en la familia Fusulinellidae.

## Clasificación
Fusulinellinae incluye a los siguientes géneros:
- Dagmarella †
- Fusulinella †
- Obsoletes †
- Plectofusulina †
- Profusulinella †
- Protriticites †
- Pseudofusulinella †
- Taitzehoella †
- Thompsonella †
- Uralofusulinella †
- Waeringella †
- Yangchienia †

Otros géneros considerados en Fusulinellinae son:
- Kanmeraia †, aceptado como subgénero de Pseudofusulinella, es decir, Pseudofusulinella (Kanmeraia)
- Moellerites †, aceptado como subgénero de Fusulinella, es decir, Fusulinella (Moellerites)
- Neofusiella †, aceptado como subgénero de Profusulinella, es decir, Profusulinella (Neofusiella)
- Nipperella †, aceptado como Fusulinella
- Ozawaina †, considerado subgénero de Fusulinella, es decir, Fusulinella (Ozawaina)
- Praeobsoletes †
- Pulchrella †, aceptado como Pseudofusulinella
- Sunghonella †, aceptado como Dagmarella
- Usvaella †
- Wedekindella †, considerado subgénero de Fusulinella, es decir, Fusulinella (Wedekindella)